# Tethina hirsuta
Tethina hirsuta är en tvåvingeart som först beskrevs av Lorenzo Munari 2000.  Tethina hirsuta ingår i släktet Tethina och familjen Canacidae. Inga underarter finns listade i Catalogue of Life.